# آلتورف (ایلینوی)
آلتورف (به انگلیسی: Altorf) یک منطقهٔ مسکونی در ایالات متحده آمریکا است که در ایلینوی واقع شده‌است. آلتورف ۱۸۲٫۸۸ متر بالاتر از سطح دریا قرار دارد.